# Корбутівка
Корбутівка — колишній хутір поблизу міста Житомира, нині район цього міста, в тому числі з багатоквартирною та приватною житловою забудовою та зоною відпочинку, у тому числі, гідропарком. Розташований на південному заході міста, неподалік річки Тетерів. До Корбутівки пролягає тролейбусна лінія з кінцевою зупинкою «Корбутівський гідропарк».
Головною та найбільшою вулицею Корбутівки є Чуднівська вулиця, на якій та на Старочудніській знаходяться більшість багатоповерхівок місцини.

## Історія
В урочищі Гремляче розташований курганний некрополь скіфського періоду. На початку 1920-х років тут проводились розкопки під керівництвом Сергія Гамченка. Неподалік могильника, на березі струмка Грем'ячка пізніше виявлено залишки поселень милоградського типу.

### У складі Російської імперії
Місцевість відома з кінця XVIII століття, як хутір родини Пантелеймона Корбута, що придбав землі у такого собі Ярошевича.
У 1867 році на хуторі налічувалось 6 дворів, де мешкало 14 кріпаків.
У 1906 році хутір Корбутівка Троянівської волості Житомирського повіту налічував 18 дворів, де проживало 93 осіб.
Поблизу хутора наприкінці XIX століття утворилось так званий «чумний» цвинтар, де ховали померлих від різних інфекційних хвороб. Пізніше територію цвинтаря було дещо розширено для розміщення міжконфесійних поховань.
Через Корбутівку до річки Тетерів протікав струмок Холудка.
На мапі 1915 року хутір Корбутівка розміщувався в межах вулиці Андріївської (нині — вул. Чуднівська) з півночі, річки Тетерів з півдня, провулку 1-го Корбутівського на хуторі Стара Рудня зі сходу, та провулку Шпаковського (нині — вул. Шпаковська) на хуторі Шпаковського із заходу.

### У складі УРСР
Після входження Української РСР до складу СРСР, починаючи з 1923 року Корбутівка не значиться як окремий населений пункт. Місцевість поступово забудовується.
У 1956 році на Корбутівці відкрито Будинок відпочинку імені XX з'їзду КПРС.

Монумент Слави у Житомирі

Наприкінці 1960-х років на Корбутівці збудовано приміщення, в яких розташувався загальнотехнічний факультет КПІ, що згодом реорганізований у Житомирську філію КПІ. У цей же період відкрито Житомирський технікум радянської торгівлі.
Над річкою Тетерів утворено гідропарк з міським пляжем та парк Вічної Слави, у якому 9 травня 1979 року урочисто відкрито монумент Вічної Слави на честь воїнів-визволителів, партизан та підпільників у Другій світовій війні. Пам'ятник являє собою гранітну колону, на якій розміщено скульптурну композицію: воїн, партизан та жінка-патріотка. Поруч горить Вічний вогонь. Автори монумента — скульптори І. А. Коломієць та її чоловік Г. Я. Хусід, архітектори А. Ф. Ігнащенко та І. А. Іванов.

### Заклади

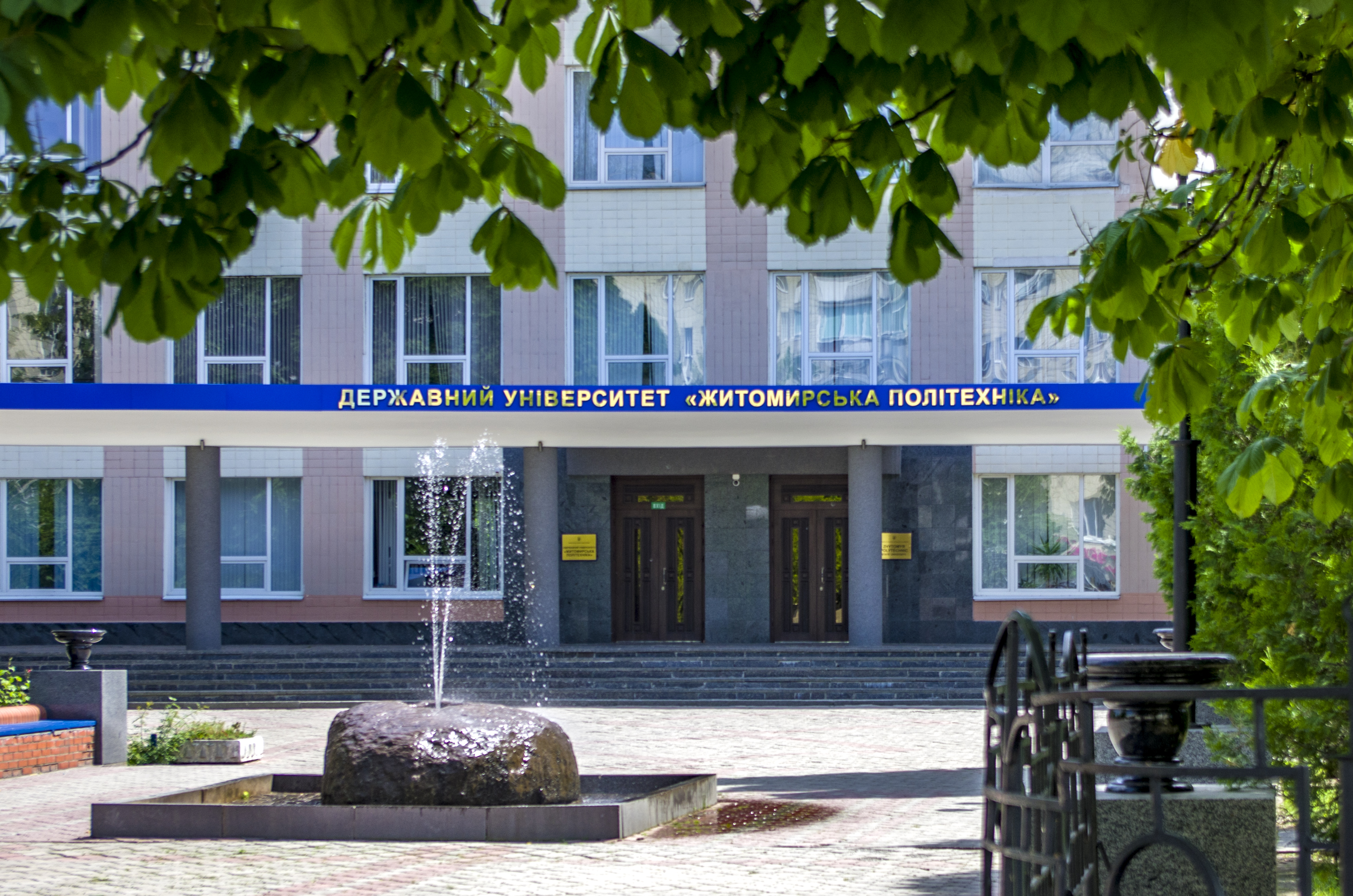
Державний університет «Житомирська політехніка»

На Корбутівці знаходяться навчальні заклади освіти: Державний університет «Житомирська політехніка», Житомирський базовий фармацевтичний коледж, Житомирський торговельно-економічний коледж, загальноосвітня школа № 32. А також спортивний комплекс «Динамо» та амбулаторія загальної практики сімейної медицини № 11.

### Культові споруди
У мікрорайоні на місці, де раніше розташовувався цвинтар, зведено козацьку церкву святого Юрія Переможця ПЦУ, настоятелем якої є протоієрей Олександр Стахурський. Урочисте освячення надкупольного хреста відбулось 6 травня 2014 року.

## Галерея

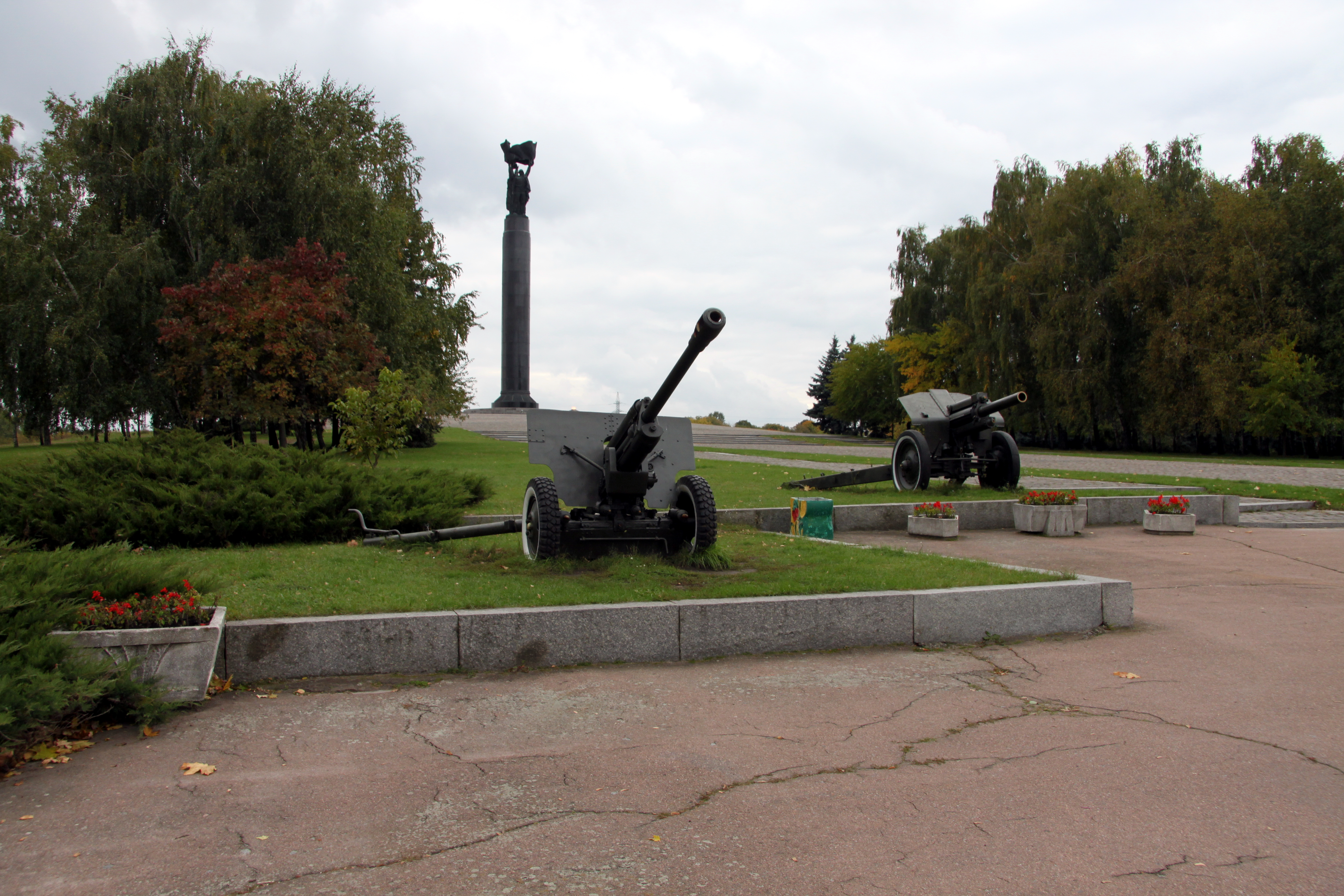
Парк Вічної Слави
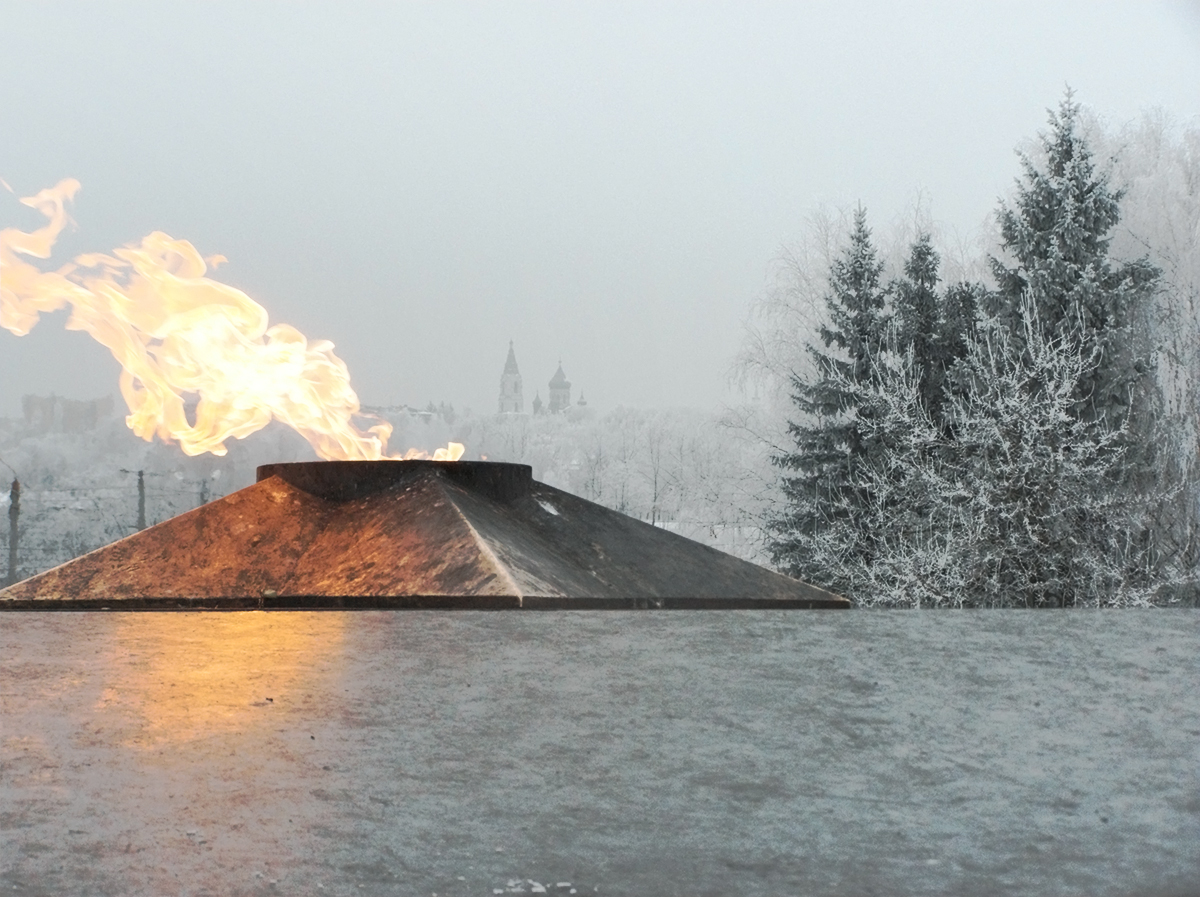
Вічний вогонь
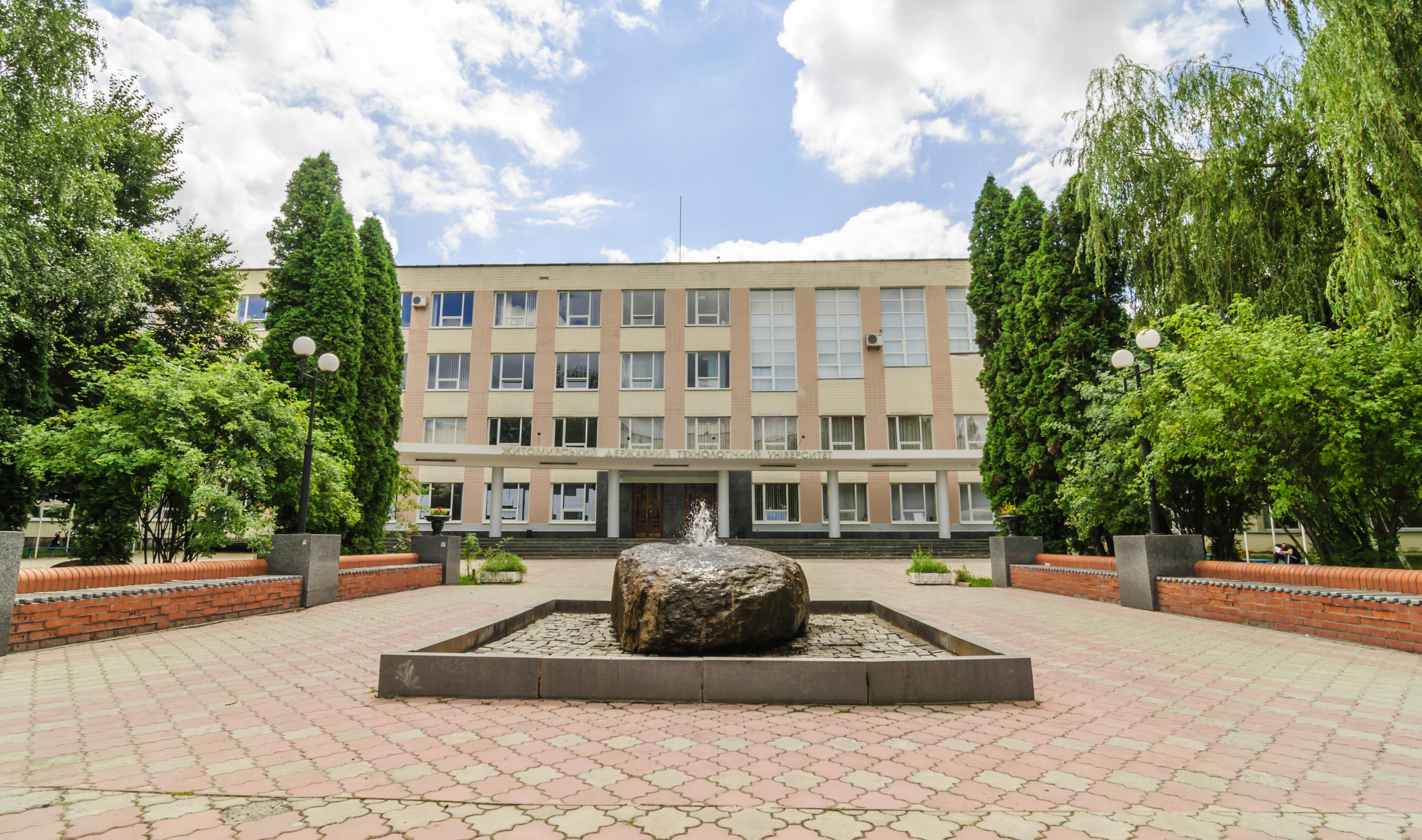
Державний університет «Житомирська політехніка»